# Bethlehem (Neuseeland)
Bethlehem, in der Region Bay of Plenty auf der Nordinsel von Neuseeland, ist eine Vorstadt (Suburb) der Stadt Tauranga. Ehemals ein eigenständiger Ort, ist Bethlehem heute bevorzugte Wohngegend der Bevölkerungsschicht Taurangas, die über mittleren bis hohe Einkommen verfügen.
Bekannt geworden ist der Ort in aller Welt vor allem durch die Rücksendung von Weihnachtspost mit dem Poststempel von „Bethlehem“ zur alljährlichen Weihnachtszeit.

## Geografie
Der Vorort liegt etwa 5 km westlich der Stadt Tauranga und ist direkt an den New Zealand State Highway 2 angeschlossen, der die Wohngegend von einem großen Einkaufszentrum trennt.

## Geschichte

### Namensgebung
Die Geschichte des ehemaligen Ortes Bethlehem geht auf die frühen 1840er zurück. Römisch-katholische Missionare kamen in die Gegend um Tauranga und missionierten erfolgreich die dort ansässigen Māori-Stämme. Die Māori wurden sehr gläubig und unter dem Einfluss der Missionare benannten einzelne Iwi (Stämme) ihre Pā (Dörfer) um und gaben ihnen biblische Namen. So entstanden Bethlehem, Canaan, Ephraim und Judea. Letzterer existiert heute auch noch und ist ein Stadtteil von Tauranga.
Nachweislich schriftlich erwähnt wurde der Ort Bethlehem im Jahre 1846 in den Aufzeichnungen des Bischofs Viard, der in dem Jahr Tauranga besuchte und am 21. Februar 1846 folgendes notierte: „I go to bless the chapel at Betlehem“ (deutsch: Ich gehe, um die Kapelle in Betlehem zu segnen.). Er tat dies, nachdem Māori ein havariertes Boot gesichert und den Pākehā zurückgebracht hatten. Bei seiner Zeremonie schritten die Māori voran. Er notierte deshalb weiter: „Excellent tribe, who are willing to support the priest who taken care of their souls“ (deutsch: Ausgezeichneter Stamm, die bereit sind, den Priester zu unterstützen, welcher sich um ihre Seelen kümmert.).
Seine Aufzeichnungen zeigen, welchen Einfluss die Kirche zu dieser Zeit in dieser Region auf die Māori schon hatte und dass sie sehr christlich geworden waren. Der Ort Bethlehem wurde von den Māori in ihrer Übersetzung Peterehema genannt.

### Bethlehem School
Die erste Schule in der Gegend um Bethlehem war die 1883 gegründete Te Wairoa School, die später in Paeroa Nativ School umbenannt wurde und erst 1940 den Namen Bethlehem School bekam. Die Schule, lag zwischen den Dörfern Wairoa und Bethlehem am Wairoa River und befand sich in einem alten ausgedienten Sägewerk. Der 1842 in Liverpool, New South Wales geborene John William Duffus, der in der Fürsorge und Bildung für die Māori interessiert war, wurde ihr erster Lehrer. Die Schule, die von den Māori-Chefs der Ngāti Kahu und Ngāti Hangarau Hapu damals schon seit längerem gefordert wurde, entwickelte sich zum Vorzeigestück für Bildung für Māori.
Möglich wurde die Schulgründung durch den 1867 verabschiedeten Native School Act, der ein nationales staatlich kontrolliertes Schulsystem für Primary Schools für Māori einführte. Trotz fehlender Schulpflicht waren 1879 schon 57 Native Schools gegründet worden, mehrheitlich im Norden und Osten der Nordinsel.

### Bethlehem Poststempel
In der Vorweihnachtszeit wird jedes Jahr ein kleiner Papier- und Bürozubehörladen im Bethlehem Schopping Center offizielle zum Weihnachtspostamt von Bethlehem, bekommt einige offizielle Stempel der neuseeländischen Post, engagiert einige Freiwillige und gibt tausenden von Postkarten und Briefen die nach Bethlehem in Neuseeland geschickt worden sind einen Bethlehem Poststempel und schickt sie wieder zurück. Die Postkarten und Briefe kommen aus aller Welt, auch aus Deutschland. Selbst aus Neuseeland kommen Leute extra angereist um den begehrten Stempel zu Weihnachten zu bekommen. Teilweise kommen Leute mit bis zu hundert Karten und Briefen, um sie abstempeln zu lassen. Und es gibt keine Frankiermaschine, die diese Arbeit verrichten könnte. Alle Karten und Briefe werden noch handgestempelt. 2008 sollen es um die 15.000 Sendungen gewesen sein, die abgefertigt wurden, Tendenz steigend, da die gleiche Menge 2009 schon am 17. Dezember erreicht war.
1987 stand noch Ilma Shergold im lokalen Postamt und brachte den speziellen Stempel auf. Sie hatte in dem Jahr schon zum zwanzigsten Mal diesen besonderen Dienst verrichtet. Doch mit zunehmender Beliebtheit wollte die Post diese aufwendige Dienstleistung nicht mehr übernehmen und stellt heute nur noch ihre Stempel zur Verfügung und transportiert die Postkarten und Briefe ohne zusätzliche Kosten einmal in beide Richtungen, einmal Neuseeland und zurück.

## Bevölkerung
Bethlehem ist verwaltungstechnisch in Bethlehem und Bethlehem East aufgeteilt. Die beiden Volkszählungen der Jahre 2001 und 2006 zeigen das extreme Wachstum der Gemeinde ab 1996. Lebten in den beiden Stadtteilen im Jahre 1996 noch 1428 bzw. 474 Einwohner, waren es 2001 in Bethlehem 1773 Einwohner und mit einem Zuwachs von 371,5 % im Bethlehem East schon 2235 Einwohner. Die Bevölkerungszahlen stiegen bis 2006 noch einmal um 41,5 % bzw. 38,3 % auf 2517 bzw. 3090 Einwohner an.
Wohnten in Bethlehem East in 2001 noch ein Anteil von 94,9 % Europäern, bei 4,2 % Māori und 4,1 % Asiaten, verschob sich der Anteil der Europäer in nur fünf Jahren auf 78,6 % zugunsten anderer ethnischen Gruppen, die einen Anteil von nun 16,6 % (0,3 % Stand: 2001) für sich verbuchen konnten. Die Anteile von Māori und Asiaten in dem Zeitraum blieben dabei annähernd gleich. Der erhebliche Zuwachs von Einwohnern anderer ethnischer Abstammungen lässt sich
a) durch den wirtschaftlichen Aufschwung Taurangas,
b) durch die Einwanderungspolitik der neuseeländischen Regierung, bevorzugt hochqualifizierte Leute und Unternehmer als Investoren zu bekommen,
c) durch die Attraktivität von Tauranga, Mount Maunganui und der Region Bay of Plenty und
d) durch die exklusive und ruhige Lage der Vorstadt Bethlehem erklären.
Zum Zensus im Jahr 2013 zählten die Statistiker 7269 Einwohner in Bethlehem und Bethlehem East zusammengenommen, wobei die Einwohnerzahl im Stadtteil Bethlehem um 45,8 % gegenüber 2006 anstieg und in Bethlehem East lediglich um 9,8 %.

## Infrastruktur

### Ortsentwicklung
Die Entwicklung zu einem Ort nach westlichen Vorstellungen scheint erst recht spät eingesetzt zu haben. Überliefert ist, dass erst in den 1930ern das erste Geschäft in dem Ort eröffnet wurde, was dafür spricht, dass die Siedlung noch lange von Māori dominiert worden ist. Auch erst 1956 wurde eine Gemeindehalle errichtet. Der Ort selbst war von der Farmwirtschaft geprägt. Exotische Feldfrüchte, Tabak und später Kiwis wurden angebaut.

### Bethlehem Town Centre
Am 20. Oktober 2007 wurde der erste Abschnitt des Outdoor-Shopping-Zentrums von Bethlehem eröffnet. Da Bethlehem über kein altes gewachsenes Zentrum mehr verfügte und dem starken Bevölkerungswachstum der letzten Jahrzehnte keine entsprechende Einkaufsinfrastruktur gegenüberstellen konnte, gingen die Planer dazu über, beides miteinander zu verbinden, Gemeindezentrum und Shoppingmeile. Dem Namen Bethlehem Town Centre des offenen Einkaufszentrums wurde nicht Rechnung getragen. Von einem Gemeindezentrum oder Stadtzentrum ist nicht viel zu sehen. Der Stadt Tauranga scheint nicht viel daran gelegen zu sein Bethlehem ein eigenes Gesicht zu geben. Unter dem Druck der Stadt wurde schließlich auch die Informationstafel „Bethlehem Information Centre“ für Touristen vom örtlichen Lions Club am 19. Oktober 2007 abgebaut.

### Bildungseinrichtungen
Es gibt in Bethlehem einen Campus christlicher Bildungseinrichtungen, die allesamt vom Christian Education Trust geführt werden. Der Trust wurde 1986 gegründet, um qualitativ hochwertige Bildung mit christlichem Hintergrund für Schüler und Studenten aller Altersklassen anzubieten. Der Schulbetrieb wurde mit dem Bethlehem College im Jahr 1988 begonnen. Es folgten 1989 der Bethlehem College Kindergarten, 1992 die Bethlehem International School, 1993 das Bethlehem Tertiary Institute und im Jahr 2004 die Einrichtung First Class Education and Care.